# Краснобірка
Краснобі́рка — село в Україні Радомишльської міської громади, у Житомирському районі Житомирської області. Населення становить 972 осіб.

## Історія
Є в селі вулиця – Старий Хутір – на ній знаходиться старовинне кладовище і два кургани – могили, у яких поховані жителі сіл Краснобірки і Меделівки, вирізані монголо – татарами у 1240 – 1241 рр. В одному кургані поховані діти, а в другому – дорослі. В 1957  році діти, граючись на старому кладовищі, ви- копали меч овальної форми, загострений з обох боків. Написів на ньому не було, знахідку передали в Радомишльський краєзнавчий музей (під час пограбування музею меч, як і інші раритети, зник).
Коли монголо-татари наближалися до села, люди поховалися у заростях очерету, який ріс на берегах річки Грабарки і в болоті. Та річкова пташка чайка, при вигляді людей, голосно кричала. Цього не могли не помітити вороги, які не знайшли людей у селі. Все населення було вирізане. Місцеві жителі передавали згадку про ці події з покоління у покоління, щоб пам’ять не згасла. Кажуть,  люди тих часів були кремезними на вигляд, бо викопувалися великі кістки.
Про те, що люди в даній місцевості селилися здавна, говорять і знахідки кам’яних знарядь праці – кам’яних сокир, молотків, які виорюються і викопуються під час обробітку землі. Тим паче, що село знаходиться за 12 км від м. Радомишля, де було досліджено пізньопалеолітичну стоянку, яка увійшла у термінологію як Радомишльська стоянка.
Сама назва села походить від того, що навколо поселення ріс сосновий ліс, який в давнину називали бором. Сосни за кольором були коричневі, темно – червоні. Здавна на Русі такий колір називали красним (красна дівиця, красне сонечко). Тому і поселення назвали Краснобіркою. Поселення в давнину ймовірно зародилось з сучасної вулиці Гайової (колишня назва – Старий Хутір). Ця місцевість з трьох сторін омивалась річечкою Грабаркою, яка переходила в топкі непрохідні болота. Тільки із західної сторони був підхід до поселення. Старе кладовище говорить про те, що де люди жили, там і покійників ховали. Через цю вулицю проходив шлях до 1800 року на Малин і Радомишль. Його сліди ще й досі видно на болоті і в лісі. З усіх сторін поселення оточував ліс, у якому росли столітні сосни, дуби, берези. 
До 1861 року всі земельні угіддя села належали поміщикам Билинам. Першим у цьому списку йде суддя Станіслав Билина. Жив він під Житомиром, а маєток знаходився на Радомишльщині, у с. Ворсівка. Крім Ворсівки, Билині належали Візня, Федорівка, Мірча, Голубівка, Королівка і Краснобірка ( всього 665 ревізських душ і 8548 десятин землі ). Похилевич у своїй праці «Сказания» пише: «Деревня Красноборка, причисленная к Межиричскому приходу, лежит при вершине того ручья, который в Межиричке за 5 верст впадает в Тетерев. Жителей обоего пола – 266. В прошлом веке деревня эта принадлежала к митрополичьему имению, а ныне к Ворсовскому имению г. Былины».
З настанням старості почали ятрити серце судді сумні думки щодо наближення смерті. Сам він був бездітним, а у братовій родині діти були, але чотири доньки. Завдавало ж тяжкого болю старому Станіславу Билині усвідомлення того, що з його смертю прізвище щезне. Адже племінниці хоча й були Билинами, проте, зрозуміло, зоставатимуться ними лише до шлюбу. То як же їм заповідати маєток, адже володітимуть ним опісля уже не Билини, а бозна з якими прізвищами нащадки? Можливо, навіть з такими, що й на тому світі за них буде соромно. І не лунатиме серед міщан Радомишльського повіту щось на зразок: «Чиє сільце Краснобірка? Билинине!»
Отоді дідуган вчинив таке, що вразило багатьох, давши поживу для численних пересудів. Власник Краснобірки почав пошуки вірогідних спадкоємців маєтку серед осіб, які мали прізвище Билина. І після тривалих пошуків таки знайшов. Десь у Литві знайшовся якийсь Зелислав Билина, що мав до того ж можливості для продовження прізвища. І отак зовсім чужій людині відписав старий суддя свій спадок. I навіть дружині дісталась лише так звана прижиттєва рента.
Єдинокровні племінниці за приналежність до жіночого роду залишилися нi з чим. Зате пристрасне захоплення господаря своїм прізвищем було вдоволене сповна: власником маєтку, після того, як він відійшов у світ інший, однак залишився Билина.
«Всякому голову мучить свій дур» -  прорік колись філософ Сковорода. Проте небіжчик Станіслав свого все ж досяг. Навіть всупереч тому, що Билини й не значаться вже  майже вік серед власників Краснобірки, їхнє прізвище зосталося на скрижалях історії.
«Ассідум мірабіле нон ест» («Звичне не захоплює») -  казали древні. Відтак i вчинок старого судді став хрестоматійним i згадується по його смерті вже друге століття. А саму Краснобірку тоді часто називали «Билинине сільце».
Після ліквідації кріпацтва у 1861 році у Билин забрали 600 га землі (у поміщика в Краснобірці залишилось 225 га орної землі і 450 га лісу).   Маєток поміщика знаходився на березі р. Грабарка. 600 га землі було розділено на 49 селянських господарств (всього в селі нараховувалось 54 господарства – 5 господарств  землі не отримали: ці селяни були такими ж кріпаками, як і інші, але вони жили на панському дворі та мали постійну роботу: пасли коні, поралися біля корів; називали їх усі гарниками ).
Кожен двір отримав по 12 га землі і 12 га становив громадський фонд. Наділи відводили довгими смугами – мургами. Сінокоси ділилися на дві частини – поміщицький і селянський. Управителем панського маєтку був Вініцький Йосип. Для розподілу землі був складений земельний план, який зберігався у селі до 1941 року. Кожна сім’я мала вуличне прізвисько, яке селяни часом краще знали, ніж прізвище.
1. Роговченко Аврам (Аврами)
2. Роговченко Тит Кас’янович                   (Кас’яни)
3. Роговченко Лук’ян                                  (Лук’яни)
4. Шевченко Іван                                         (Белюхи)
5. Шевченко Юрій                                       (Юрчишини)
6. Яременко Олексій                                   (Яременки)
7. Тарасюк Семен                                        (Тарасюки)
8. Фещенко Михтод                                    (Михтоди)
9. Кукулівський Тимофій                           (Хворесі)
10. Фещенко Ничипір                                   (Хвойки)
11. Нагорний Трохим                                   (Яжуки)
12. Роговченко Михайло                             (Дробки)
13. Нагорний Михайло
14. Роговченко Федір                                  (Кухарі)
15. Макаренко Іван                                      (Остапи)
16. Придибайло Охрім
17. Придибайло Яків                                   (Якуби)
18. Макаренко Дмитро                                (Матвії)
19. Фещенко Федір                                      (Небильчики)
20. Макаренко Гаврило                               (Джуси)
21. Макаренко Єсип                                    (Єсипи)
22. Макаренко Хома                                    (Хомині)
23. Роговченко Сизон                                  (Сизони)
24. Макаренко Кузьма                                 (Кузьмині0
25. Науменко Мирон                                    (Мирони)
26. Роговченко Лазар                                   (Самійли)
27. Щирий Василь                                        (Чубки)
28. Волошенко Данило                                (Люльки)
29. Роговченко Давид                                  (Давиди)
30. Фещенко Юхим                                     (Хвеськи)
31. Фещенко Михайло                                (Карасі)
32. Самосуд Харитон                                  (Самосуди)
33. Волошенко Василь Васильович           (Зоськи)
34. Фещенко Данило                                   (Ковпаки)
35. Роговченко Артем                                 (Артеми)
36. Роговченко Гордій                                (Чумаки)
37. Роговченко Харитон                             (Сидори)
38. Роговченко Гнат                                    (Ігнати)
39. Майстренко                                            (Скиптюки)
40. Макаренко Артем                                  (Бойки)
41. Макаренко Марко                                  (Гаєнки)
42. Демченко Василь                                   (Рабушки)
43. Макаренко Ничипір                               (Ничипори)
44. Макаренко Яким                                    (Якими)
45. Роговченко Федір                                  (Песьківці)
46. Єременко Семен                                    (Сьомки)
47. Макаренко Павло                                  (Чапки)
48. Лига Василь                                           (Гарбарі)
49. Нагорний Олексій                                 (Кабеї)

Не одержали земельного наділу
1. Черепанський Тиміх
2. Станькевич Григорій                             (Правили)
3. Роговченко Каленик
4. Роговченко Юхим                                  (Лисиці)
5. Данильчук Аврам                                  (Голдюки)

У російсько – турецькій війні 1877-1878 рр. брав участь житель села Роговченко Іван Давидович, 1840 р.н. (з господарства №29). Був призваний на службу у 1865 році терміном на 15 років. Прожив 99 років, помер у 1939 році.
У 1900 році в селі існувало 95 селянських господарств, проживало 604 особи населення – 304 чоловіки і 300 жінок. Школи на той час в селі не було, тому діти навчались у вільних хатах:
1. Чорного Тимоша
2. Роговченка Микити Сизоновича
3. Самосуда Сидора Харитоновича
4. Науменка Івана Мироновича (з 1905 до 1912 року).

Науменко Іван Миронович був соцьким, отримував на рік 5 крб., жив бідно. Вчителя наймала громада, годували його по черзі батьки дітей, які ходили до школи. Починали навчання на свято Михайла – з 21 листопада, а закінчували на Пасху. В школі за найменшу провину карали різками. В 1898 році громада села почала будувати школу. Школа була побудована у 1912 році, називалась вона церковно – приходською. Дівчата до школи ходили рідко, більше було хлопчи- ків. Першими випускниками школи були Роговченко П. В., Фещенко М. І., Роговченко О. А.  Першими дівчатами, які закінчили школу, були Нагорна Лу- керія та Фещенко Федора.
У 1896-1904 рр.була побудована церква. В той час у с. Кичкирі побудували нову церкву, а деревину старої каплички купили жителі Краснобірки. До тієї деревини додав ще 10 сосен пан Билина, «яких не можна було двом чоловікам обійняти». Крім того, люди ходили по сусідніх селах збирати пожертви на будівництво церкви. Будували церкву майстри з с. Кичкирі.
Куток біля церкви звався Кучери. До 1913 року на кутку діяла калічна із заїздом. Жили тут переважно люди – міняйли, яких називали кучерами. «Оце приїдуть подорожні, переночують, поміняють їм коней, і їдуть вони далі». Була корчма і шура, де вози ремонтували.
Куток зі сходу називали Роговцями, бо проживало на ньому багато селян на прізвище  Роговченко. Серед цієї вулиці, при повороті на Межирічку, стояла «пожежна на залізному ходу» - конче необхідна споруда для села із суцільною дерев’яною забудовою.
При виїздах з Краснобірки на Заболоть і Межирічку дороги перетинали ковороти – своєрідні шлагбауми: два стовпи і жердина, шарнірно закріплена збоку. Вночі на кожному кутку ходило по два чоловіки з тарабайками. На випадок появи чужинців, чоловіки за допомогою тарабайок будили односельців.
У 1906 році було відведено місце під новий цвинтар, у цьому ж році поховали двох жінок - Зільняцьку Одарку і Фещенко Одарку.
В цей час с. Красносілка адміністративно Краснобірці не підпорядковувалось, воно було самостійним населеним пунктом і належало графу Микульському, який жив у Ходорах. Першими жителями Красносілки стали переселенці з Ходорів за наказом графа:
1. Антоненко
2. Ковальчук
3. Миколаєнко
4. Осифант
5. Штуль

Коли дочка графа народила дитину – сина Матвія – не перебуваючи у шлюбі, граф віддав їй і внуку всі навколишні землі, серед них і Красносілку. Матвій став офіцером, мав звання  поручика, служив у царській армії.
В Краснобірці до І світової війни існував суспільний магазин, у якому зберігалося зерно озимих і ярових культур. Засипали селяни зерно на випадок не -щастя в господарстві (пожежа, стихійне лихо, посуха). Потерпілому господарству видавалося зерно в розсрочку (кредит).
В російсько-японській війні з села взяли участь 5 осіб:
1. Нагорний Іван Харитонович
2. Роговченко Андрій Олексійович
3. Роговченко Охрім Аврамович
4. Тарасюк Петро Семенович
5. Фещенко Василь Михайлович

На фронтах І світової війни з Краснобірки воювало 81 осіб, 15- не повернулося з війни, загинули.
1. Антоненко Василь Лукашович
2. Волошенко  Борис Юхимович
3. Волошенко Мина Юхимович
4. Волошенко  Павло Юхимович
5. Данильчук Мина Аврамович
6. Кузьменко Микита Степанович
7. Кукулівський Данило Харитонович
8. Лига Оникій Васильович
9. Лига Самійло Васильович
10. Лига Степан Васильович
11. Макаренко Григорій Михтодович
12. Макаренко Максим Карпович
13. Макаренко Микита Давидович
14. Макаренко Микита Михтодович
15. Макаренко Наум Матвійович
16. Макаренко Омелько Федорович
17. Макаренко Опанас Семенович
18. Макаренко Пилип Матвійович
19. Макаренко Терешко Остапович
20. Макаренко Трохим Данилович             загинув
21. Мацапура Василь                                    загинув
22. Нагорний Артем Прохорович                загинув
23. Нагорний Василь Талімонович
24. Нагорний Василь Трохимович
25. Нагорний Іван Михайлович
26. Нагорний Єсип Іванович
27. Нагорний Корній Григорович               загинув
28. Науменко Семен Миронович                загинув
29. Науменко Данило Іванович
30. Потієнко Тихон Васильович
31. Придибайло Данило Охрімович            загинув
32. Придибайло Іван Охрімович                  загинув
33. Придибайло Свирид Охрімович
34. Роговченко Василь Гордійович             загинув
35. Роговченко  Гордій Григорович
36. Роговченко  Григорій Васильович
37. Роговченко Григорій Гордійович
38. Роговченко  Іван Федорович                  загинув
39. Роговченко Іван Юхимович
40. Роговченко Дем’ян Аврамович              загинув
41. Роговченко Дем’ян Самійлович             загинув
42. Роговченко Кіндрат Микитович
43. Роговченко Костянтин Федорович
44. Роговченко Кузьма Сидорович
45. Роговченко Кузьма Федорович
46. Роговченко  Макар Олександрович
47. Роговченко  Мина Федорович
48. Роговченко Михайло Іванович                 загинув
49. Роговченко Михайло Олександрович
50. Роговченко Микита Васильович
51. Роговченко Мусій Максимович
52. Роговченко  Онисько Федорович
53. Роговченко Онисько Юхимович
54. Роговченко Охрім Аврамович
55. Роговченко Павло Григорович
56. Роговченко Петро Васильович
57. Роговченко Петро Григорович
58. Роговченко Петро Іванович
59. Роговченко  Тихон Федорович
60. Роговченко  Терешко Сидорович
61. Роговченко  Трохим Юхимович
62. Роговченко Юрій Васильович
63. Рябий Прокіп
64. Слизький Іван                                              загинув
65. Станькевич Петро Григорович
66. Тарасюк Петро Семенович
67. Фещенко Василь Михтодович
68. Фещенко Іван Кирилович
69. Фещенко Іван Федорович
70. Фещенко Кіндрат Іванович
71. Фещенко Михайло Іванович
72. Фещенко Сидір Степанович
73. Фещенко Тиміш Юрійович                        загинув
74. Фещенко Тодось Федорович
75. Фещенко Трохим Данилович
76. Черненко Михтод Васильович                  загинув
77. Чорний Андрій Данилович
78. Чорний Євдоким Данилович
79. Чорний Олексій Данилович
80. Шевченко Логван Федорович
81. Яременко Тодось Євдокимович

Осінню 1919 року на території Житомирщини перебували денікінці, більшовики, загони Директорії. Між ними йшла запекла боротьба, але все ж перемогли більшовики. В 1923 році була утворена Краснобірська сільська рада, їй підпорядковувалась і Красносілка ( у Красносілці існувала школа, у 1923 році парти і шкільне приладдя перевезли у Краснобірку).
В селі поміщицьку землю розділили по 3-4-5 га на сім’ю – в залежності від кількості осіб у сім’ї – їдоків. Наділені землею, селяни почали утворювати ТСОЗи, сільськогосподарські артілі. Були утворені такі громади: «Першотравнева» - 47 дворів,  «Шевченківська» - 60 дворів  і «П’ятипільна” – 71 двір.
В 1929 році в Краснобірці нараховувалось 178 дворів (694 чол. населення), а у Красносілці – 45 дворів. Колгосп організаційно затверджений у 1930 році, йому присвоєно назву імені Петровського, обрано правління колгоспу і ревізійну комісію, першими вступило 27 господарств. Було усуспільнено коні, реманент, насіннєвий матеріал, фураж, виділено землю для колгоспу. Перші колгоспні будівлі побудували на садибах Макаренка Олекси і Роговченка Андрія. У Красносілці колгосп існував з 1925 року і називався «Червоний орач», до нього вступило 22 господарства.
Друга світова війна.
З початком німецько-радянської війни село вже 9 липня потрапило під німецьку окупацію. Про період окупації дані відсутні, велика частина чоловічого населення перебувала або на фронтах в складі військ РСЧА або була в підпіллі. В ході Київської наступальної операції 13 листопада 1943 року Краснобірку зайняли частини Червоної армії. З початком контрнаступу німців та оточенням радянських військ під Житомирем і його здача 20 листопада поставили під загрозу здачі Радомишель і Малин, перший було здано 7 грудня, другий було утримано, але запеклі бої тривали до 18 грудня. З 6 по 9 грудня здійснювались лише авіаційні бомбардування літаками люфтваффе, які продовжились до переходу села під повний контроль радянських військ, бої велись біля сіл Ходори, Межирічка, Ворсівка, Мірча. Радянські повітряні сили теж здійснювали авіанальоти на німецькі війська в ході яких 12 грудня був збитий пілот Юр'єв Анатолій Миколайович, який протаранив на своєму літаку скупчення німецьких військ біля села, похований на місцевому кладовищі біля братської могили. До 9 грудня йшли поодинокі бо в основному на південному напрямку в бік Малина, поки 9 грудня німецькі війська не захопили село Межирічка ядром яких була група Пайпера, в числі якої був екіпаж танкового аса Міхаеля Віттмана. На наступний день вже була здійснена атака на позиції радянських військ з раніше зайнятої Межирічки, але вона зазнала невдачі. 11 грудня було здійснено новий наступ в ході якого було вибито частини 217 стрілкової дивізії 7 гвардійського корпусу, який займав Краснобірку з 6 грудня. Відновлення німецької окупації не було довгим, вже 16 грудня в ході контрнаступу було звільнено Краснобірку, Красносілку та Мірчу. 
Після Чорнобильської катастрофи в селі було розселено переселенців із забруднених територій.
З 17 червня 2020 входить до складу Радомишльської міської територіальної громади Житомирського району.